# Koji Noda
Koji Noda (野田 紘史 Noda Kōji?, nacido el 17 de agosto de 1986 en Kurume, Fukuoka) es un futbolista japonés que se desempeña como defensa.

## Trayectoria

### Clubes
| Club             | País  | Año         |
| ---------------- | ----- | ----------- |
| Urawa Reds       | Japón | 2009 - 2013 |
| Fagiano Okayama  | Japón | 2009 - 2010 |
| V-Varen Nagasaki | Japón | 2014        |
| Ventforet Kofu   | Japón | 2015        |
| Zweigen Kanazawa | Japón | 2015 -      |

## Estadística de carrera

### J. League
| Club             | Año   | J. League | J. League | Copa J. League | Copa J. League | Total | Total |
| Club             | Año   | Part.     | Goles     | Part.          | Goles          | Part. | Goles |
| ---------------- | ----- | --------- | --------- | -------------- | -------------- | ----- | ----- |
| Urawa Reds       | 2009  | 0         | 0         | 0              | 0              | 0     | 0     |
| Fagiano Okayama  | 2009  | 18        | 0         | -              | -              | 18    | 0     |
| Fagiano Okayama  | 2010  | 28        | 1         | -              | -              | 28    | 1     |
| Urawa Reds       | 2011  | 10        | 0         | 3              | 0              | 13    | 0     |
| Urawa Reds       | 2012  | 12        | 0         | 4              | 1              | 16    | 1     |
| Urawa Reds       | 2013  | 0         | 0         | 0              | 0              | 0     | 0     |
| V-Varen Nagasaki | 2014  | 27        | 2         | -              | -              | 27    | 2     |
| Ventforet Kofu   | 2015  | 9         | 0         | 6              | 0              | 15    | 0     |
| Zweigen Kanazawa | 2015  | 11        | 0         | -              | -              | 11    | 0     |
| Zweigen Kanazawa | 2016  | 30        | 1         | -              | -              | 30    | 1     |
| Zweigen Kanazawa | 2017  | 23        | 0         | -              | -              | 23    | 0     |
| Total            | Total | 168       | 4         | 13             | 1              | 181   | 5     |